# Wurusemu
Wurusemu era la divinità ittita del sole e inizialmente venerata con questo nome.